# Derthona Foot Ball Club 1926-1927
Questa pagina raccoglie le informazioni riguardanti il Derthona Foot Ball Club nelle competizioni ufficiali della stagione 1926-1927.

## Stagione
In questa stagione i Leoncelli hanno ottenuto un onorevole piazzamento.

## Rosa
| N. |                   | Ruolo | Calciatore        |
| -- | ----------------- | ----- | ----------------- |
|    | Italia (bandiera) | P     | Romolo Sartoris   |
|    | Italia (bandiera) | D     | Umberto Maccagni  |
|    | Italia (bandiera) | D     | Francesco Morando |
|    | Italia (bandiera) | D     | Giovanni Nizzi    |
|    | Italia (bandiera) | D     | Mario Rabaglio    |
|    | Italia (bandiera) | D     | Antonio Re        |
|    | Italia (bandiera) | C     | Marziano Barbieri |
|    | Italia (bandiera) | C     | Pietro Bonelli    |

| N. |                   | Ruolo | Calciatore         |
| -- | ----------------- | ----- | ------------------ |
|    | Italia (bandiera) | C     | Tito Carbone       |
|    | Italia (bandiera) | C     | Pietro Ferrari     |
|    | Italia (bandiera) | C     | Guido Gaviglio     |
|    | Italia (bandiera) | C     | Giuseppe Ghiglione |
|    | Italia (bandiera) | A     | Giovanni Chiesa    |
|    | Italia (bandiera) | A     | Carlo Gianelli     |
|    | Italia (bandiera) | A     | Aldo Maggi         |
|    | Italia (bandiera) | A     | Mario Piccinini    |